# Yahoo!メール Academic Edition
Yahoo!メール Academic Edition（ヤフー!メール アカデミック エディション）は、2007年12月より2016年6月30日までYahoo! JAPANが無償で提供した教育機関向けのメールシステム。

## 概要
Yahoo! JAPANが従来から提供する｢Yahoo!メール｣のシステムを利用し、教育機関が指定したメールアドレスを在学生、卒業生、教職員に無償で提供する。教育機関は新たなサーバやシステムを用意する必要がない。また、｢Yahoo!メール｣で行われているスパム対策やウイルス対策などのサービスが同様に利用できる。在学生および教職員が利用する際には広告が表示されないが、卒業生が利用する場合には表示される。
専修大学は「Yahoo!メール Academic Edition」が使用できないとし、2015年3月22日に使用を終了する。
2016年6月をもってAcademic Editionはすべてのサービスを終了するという。

## 主な採用校
- 早稲田大学（2008年2月13日導入決定）[5]
- ヤマザキ動物看護短期大学（2008年4月2日導入開始）
- 中部学院大学、中部学院大学短期大学部（2008年4月7日導入開始)
- 愛知文教女子短期大学（2008年6月25日導入開始）
- 福井県立大学（2008年10月1日導入開始）
- 青森大学（2008年10月1日導入開始）
- 松蔭大学（2008年10月25日導入開始）
- 白鷗大学（2009年4月1日導入開始）
- 成城大学（2010年4月1日導入開始）
- 東京学芸大学（2010年5月6日導入開始）
- 専修大学
- 上智大学
- 帝塚山学院大学[6]
- 目白大学
- 大阪学院大学

## 参考・脚注
1. ↑  Yahoo!メール Academic Edition サービス終了のお知らせYahoo! Japan、2016年8月16日閲覧。
2. ↑  “Yahoo! JAPANが教育機関に向けメールシステムを無償提供”.   （Yahoo!JAPANプレスリリース、2007年12月10日）. 2016年1月1日時点のオリジナルよりアーカイブ。2021年10月7日閲覧。
3. ↑  “【重要】専修大学生涯メールアドレスサービス』終了について”. 2015年3月2日時点のオリジナルよりアーカイブ。2024年11月22日閲覧。
4. ↑  専修大学「生涯メールアドレス」を終了、Yahoo!メールAcademic Edition終了が理由？Slashdot 2015年04月03日
5. ↑  教育機関向け「Yahoo!メール」、採用第1号は早稲田大学に（ITpro、2007年2月13日） - 2007年2月14日閲覧
6. ↑  「Yahoo!メール Academic Edition」の導入校が37校に2009年4月14日 ヤフー株式会社[リンク切れ]